# Europa-Center
L'Europa-Center est un complexe immobilier comportant un gratte-ciel, situé sur la Breitscheidplatz dans le quartier de Charlottenburg à Berlin en Allemagne. Édifié de 1963 à 1965, il devient un point de repère de Berlin-Ouest, tout comme l'église du Souvenir. Avec 86 mètres de hauteur, ce fut le plus haut gratte-ciel de Berlin, jusqu'à l'achèvement de l'immeuble résidentiel Wohnhochhaus Ideal (de) à Gropiusstadt. L'ensemble du complexe est aujourd'hui classé monument historique .

## Histoire

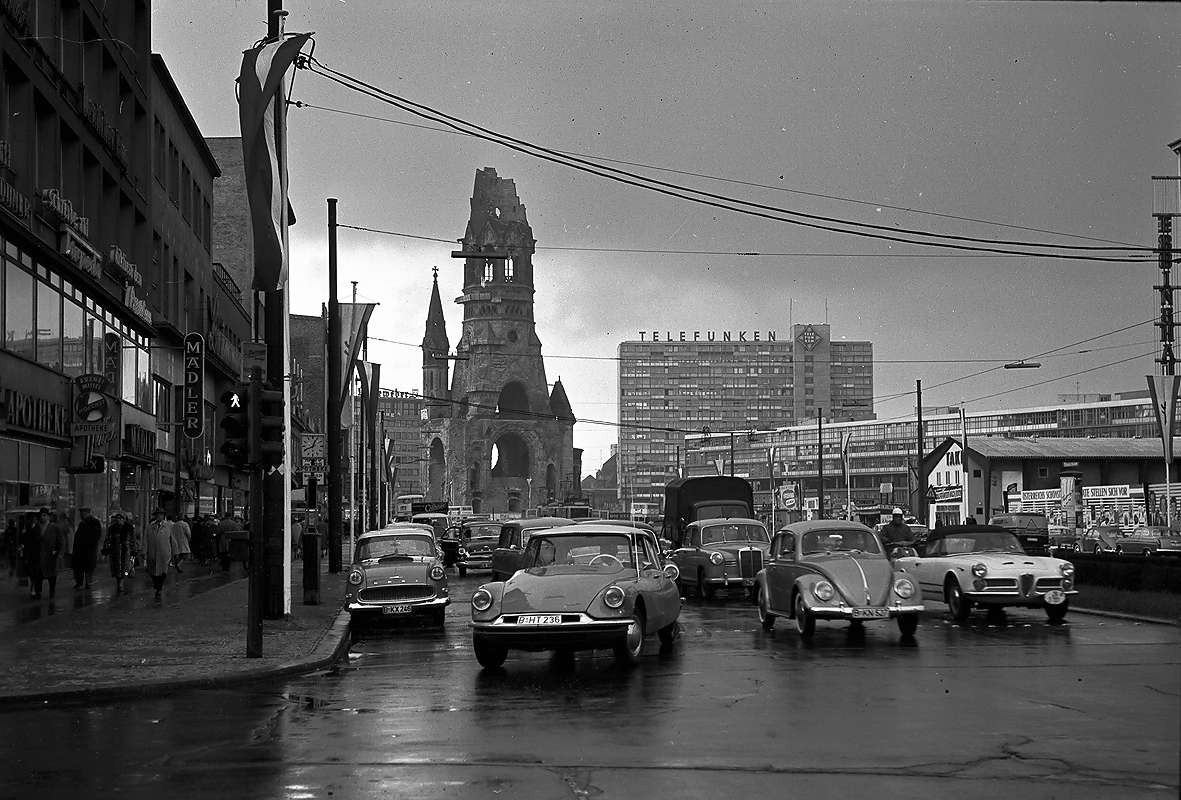
Vue de la Tauentzienstrasse à la Breitscheidplatz, 1960. L'Europacenter a été construit sur le site de droite.

Sur le site de l'actuel Europa Center se trouvait auparavant, depuis 1916, le Romanisches Café, lieu de rencontre pour écrivains, peintres et gens de théâtre. Après un bombardement pendant la Seconde Guerre mondiale, le 21 novembre 1943, le Café est en ruines. Après la guerre, les ruines sont déblayées et le sol nivelé. Pendant près de deux décennies, le site n'est utilisé que temporairement : dans des bâtiments de fortune se relaient des catcheurs, des spectacles de cirque, des groupes religieux, des snack-bars et un éphémère cinéma diffusant des films érotiques. Un journal local qualifie la zone comme une « horreur sur la carte de visite de Berlin ».

## Construction

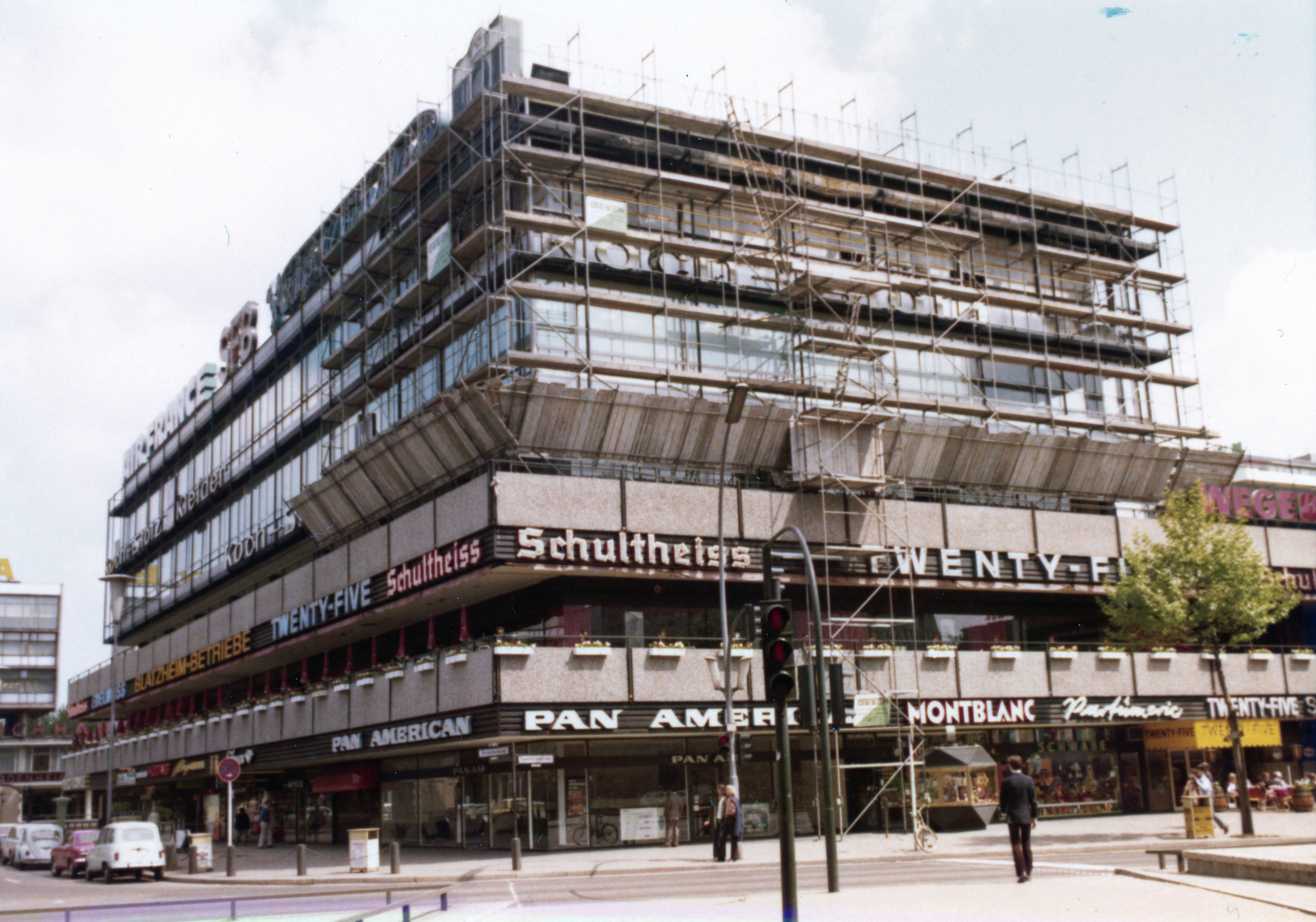
Le site dans les années 1970.

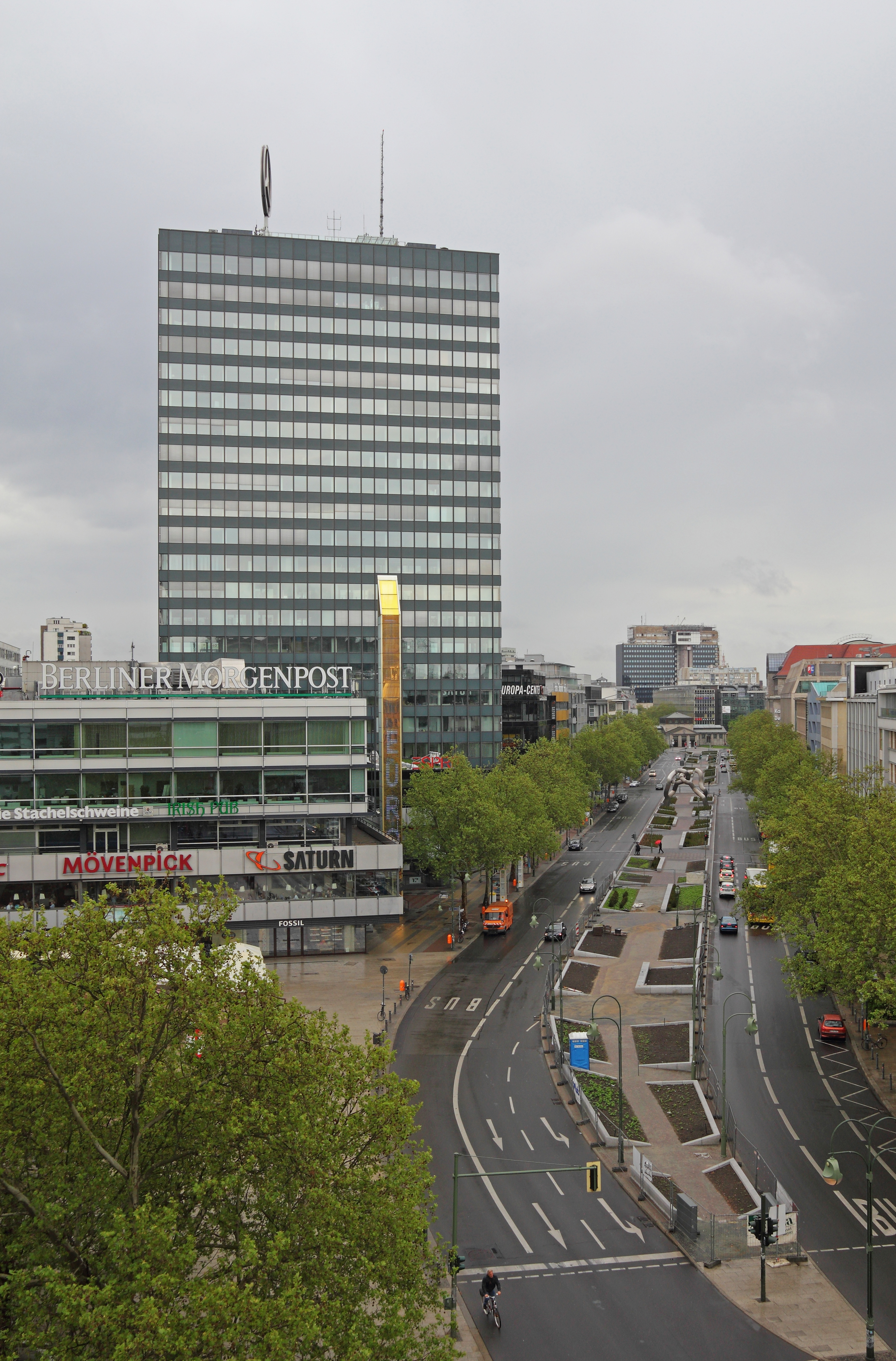
Vue de 2013.

Les changements surviennent peu de temps après que la ville a été divisée par la construction du mur de Berlin en 1961. Les nouveaux bâtiments sont politiquement encouragés en tant que symboles de la volonté de vivre et de la viabilité de Berlin-Ouest. La Breitscheidplatz, une place centrale dans la moitié ouest de la ville, a besoin d'être modernisée, tout comme l'Église du Souvenir de Berlin. L'homme d'affaires et investisseur berlinois Karl Heinz Pepper (de) charge les architectes Helmut Hentrich (de) et Hubert Petschnigg (de) de planifier et construire un centre de bureaux et un centre commercial sur le modèle américain. L'architecte de la nouvelle église commémorative, Egon Eiermann, y participe comme conseiller artistique.
Les travaux de construction de l'Europa-Center commencent en novembre 1963 et l'Europa-Center est inauguré le 2 mai 1965 par le bourgmestre-gouverneur de Berlin, Willy Brandt. Le résultat est un complexe de verre et d'acier de 80 000 m2 de surface : une base à deux étages avec sous-sol et deux cours, un bâtiment de cinéma, un hôtel, un immeuble et la tour de bureaux en forme de boîte (Office Tower) de 86 mètres (hauteur totale : 103 mètres), 21 étages et 13 000 m2 de bureaux. Jusqu'à l'achèvement du gratte-ciel résidentiel Ideal en 1969, la tour de l'Europa-Center est le deuxième gratte-ciel de bureaux en Allemagne après le gratte-ciel Thyssen (de) de Düsseldorf. Il a coûté 72 millions de marks (l'équivalent en pouvoir d'achat d'environ 
259 millions d'euros).
Depuis sa création, des rénovations et modernisations sont effectuées pour accroître son attractivité. Les cours intérieures sont couvertes et la patinoire artificielle dans l'une des cours est abandonnée en 1974. Les opérateurs ont donné les chiffres suivants pour 2005 : environ 100 magasins et restaurants, entre 20 000 et 40 000 visiteurs par jour. En 2007, après des travaux de rénovation, les 10 000 m2 de surface de vente de la chaîne d'électronique Saturn ouvrent sur le site de l'ancien cinéma Royal Palast : celui-ci a été inauguré en même temps que le complexe en 1965, et abrite alors l'une des plus grandes toiles de cinéma au monde (32 m × 13 m), mais doit fermer en 2004 en raison de l'ouverture d'autres très grands cinémas à Berlin.

## Autres
- L'étoile Mercedes que l'on peut voir de loin sur le toit de la tour de bureaux est un point de repère de l'Europa Center. Elle pèse trois tonnes, a un diamètre extérieur de dix mètres et tourne deux fois par minute, mais pivote automatiquement dans le sens du vent en cas de tempête. C'est la plus grande étoile tournante Mercedes et le plus grand système de néon tournant au monde. La nuit, l'étoile est illuminée par 681 tubes fluorescents, chacun d'un mètre de long, à 6 000 volts[4].
- Les Stachelschweine (Porcupines), ensemble de cabaret berlinois, ont leur siège à l'Europa Center depuis 1965.
- Dans le thriller d'espionnage Mes funérailles à  Berlin (1966), l'agent Harry Palmer (Michael Caine ) regard la porte de Brandebourg depuis le toit de l'Europa Center.
- Dans le thriller d'espionnage Le Secret du rapport Quiller (1966), l'Europa Center, alors nouvellement construit, abrite un centre des services secrets britanniques à l'un des étages supérieurs encore vacants.
- L'horloge du temps qui s'écoule dans la cour ouest montre le passage des minutes et des heures toutes les douze heures. L'eau colorée coule dans un système de sphères de verre disposées en tours et tubes communicants et permet indirectement d'afficher l'heure. Tous les jours, à 1 heure la nuit et à 13 h le jour, le système se vide - seul l'affichage de l'heure reste visible - et le cycle recommence.
- L'horloge de Berlin (également appelée à tort horloge à théorie des ensembles), développée par Dieter Binninger pour le Sénat de Berlin, se trouve au bureau d'information touristique du centre Europa sur la Budapester Straße (de) depuis 1996. Elle se situait à l'origine entre 1975 et 1995 sur la médiane du Kurfürstendamm à l'angle de la Uhlandstrasse.
- Dans un bassin d'eau de la deuxième cour se dressait la fontaine au Nelumbo des artistes parisiens Bernard et François Baschet, un jeu d'eau avec des éléments optiques et acoustiques. Elle a été commandée pour le hall d'escalier de la Neue Nationalgalerie et y a été installé en 1975. Dès 1981, il y était considéré comme dispensable, en 1982 le musée le donna à l'Europa-Center en prêt permanent gratuit. Il a été retiré lors de travaux de rénovation en 2012. Un café a été construit à sa place.
- Analogue à l'Europa-Center, le Kö-Center (de) est construit à Düsseldorf de 1965 à 1967 et le Bonn-Center à Bonn en 1968/1969, ce dernier portant également une étoile Mercedes. Le Centre de Bonn a été détruit en mars 2017.
- Sur le bâtiment plat du complexe, on a autour du 2e étage, créé par Heinz Mack, depuis 1987 une colonne lumineuse carrée de 2 m sur 2 m avec une pointe biseautée vers le haut, en verre coloré et teinté or. En 2002, elle était éclairée par 4 550 lampes halogènes  de différentes couleurs commandées par ordinateur. Lorsque la colonne a été rénovée en 2012, elles ont été remplacées par des LED.

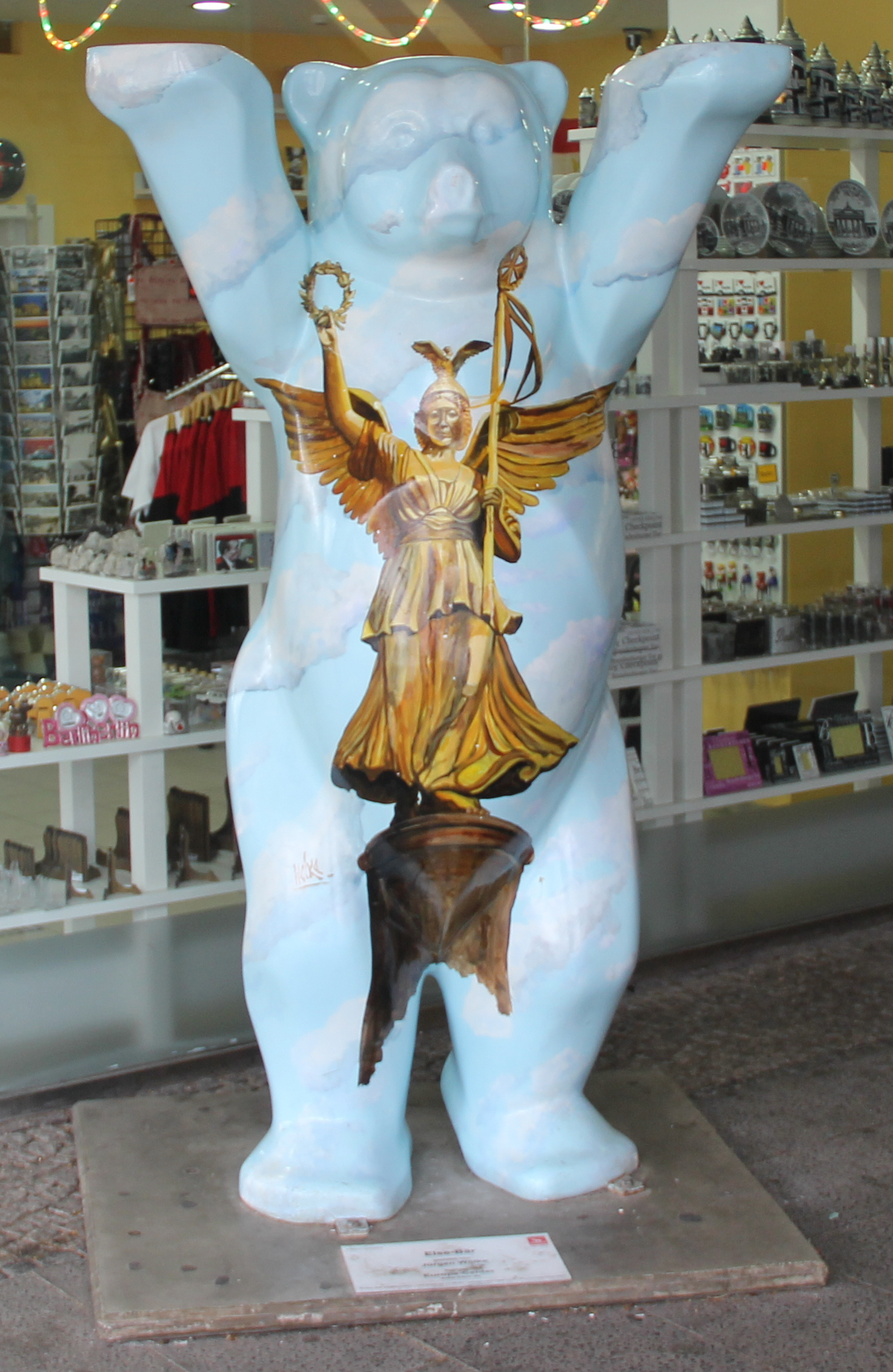
L'un des quatre Buddy Bears debout dans l'Europa Center
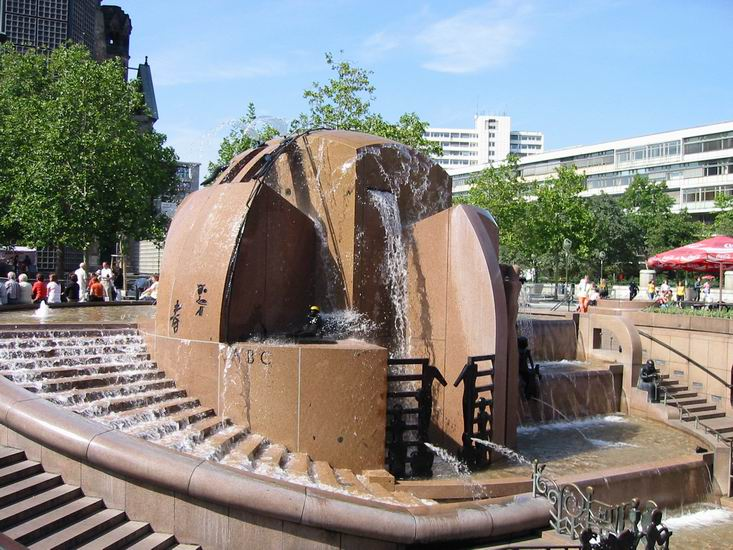
Weltkugelbrunnen (de) ("Wasserklops") sur la Breitscheidplatz
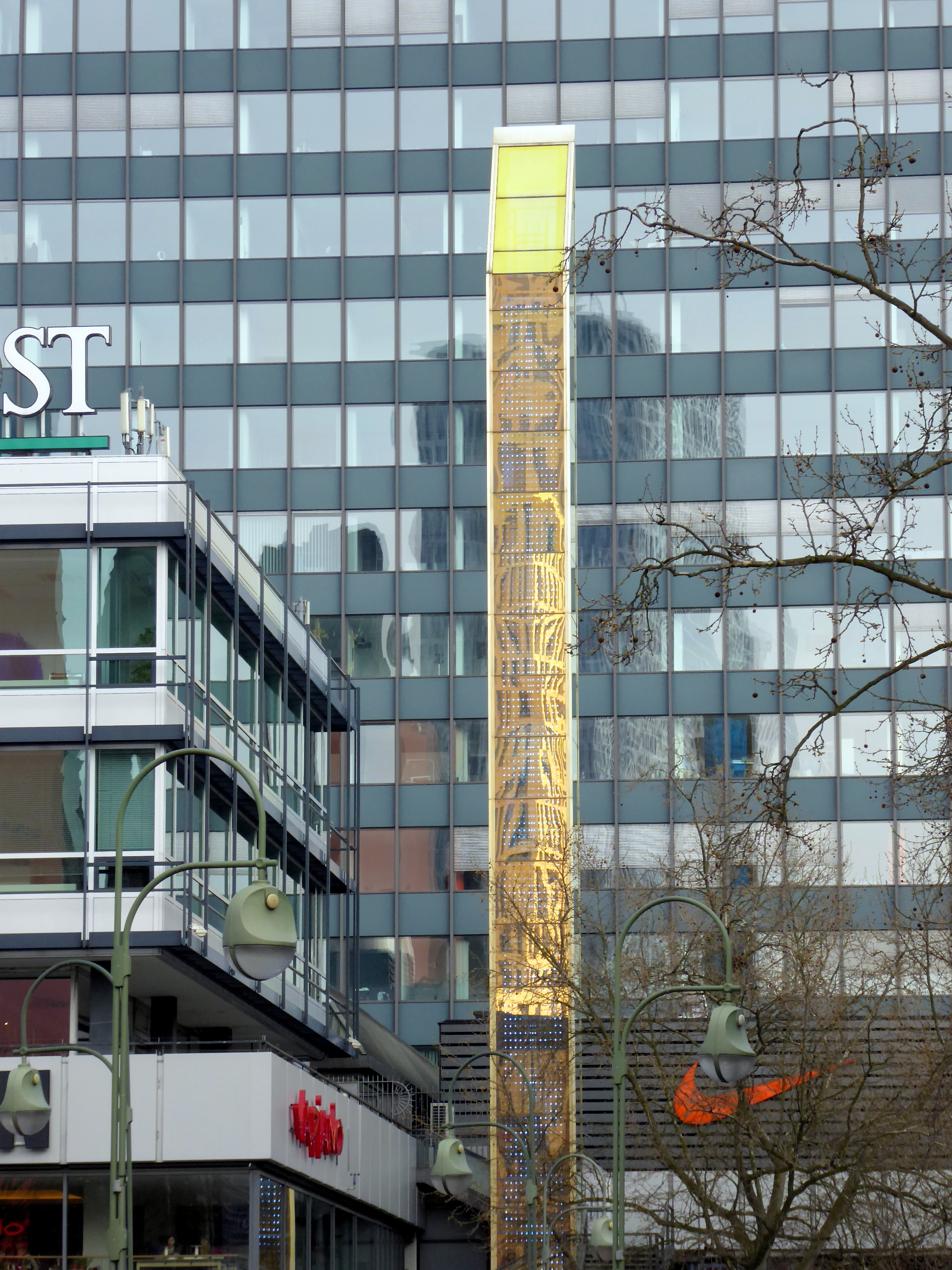
Colonne lumineuse par Heinz Mack, 1987

## Sources
- Mercedes-Stern wird umgelegt. In: Berliner Zeitung. 24. April 2007; zum Stern und dessen Reparatur.
- Richtfest für „Saturn“ im Europa-Center. In: Der Tagesspiegel. 16. März 2007
- Hagen Liebing: Berlins Weg in die Wolken. Raufeld Verlag, Berlin 2015,  (ISBN 978-3-9817054-0-9).